# Ryan Farish
Ryan Farish (...) è un compositore statunitense.
Artista New Age, la sua musica è stata in classifiche musicali quali iTunes e MP3.com. Molti lavori di Farish sono trasmessi dal canale televisivo The Weather Channel.
Alcuni dei suoi album sono In the Day (2000), Daydreamer (2002), Selected Works, Beautiful (2004), From the Sky (2005), e la più recente produzione Everlasting (2006).

## Video di YouTube
Una canzone di Ryan Farish, "Pacific Wind", è stata usata come colonna sonora di un video di YouTube, intitolato "Remember Me", creato da una studentessa di quindici anni, Lizzie Palmer. Il video, un montaggio riguardante i soldati americani in Iraq, è stato il diciannovesimo video di YouTube più visto di sempre. Grazie al filmato, Farish ha ottenuto una discreta notorietà, tanto da essere intervistato da network americani come la CNN.